# Айинла, Фатай
Фатай Айинла-Адекунле (англ. Fatai Ayinla-Adekunle; 6 мая 1939, Ибадан — 13 октября 2016, там же) — нигерийский боксёр, представитель тяжёлой и полутяжёлой весовых категорий. Выступал за сборную Нигерии по боксу во второй половине 1960-х — первой половине 1970-х годов, бронзовый призёр чемпионата мира, победитель Игр Содружества и Всеафриканских игр, участник двух летних Олимпийских игр.

## Биография
Фатай Айинла родился 6 мая 1939 года в городе Ибадан штата Ойо, Нигерия.
Первого серьёзного успеха на взрослом международном уровне добился в сезоне 1966 года, когда вошёл в основной состав нигерийской национальной сборной и побывал на Играх Британской империи и Содружества наций в Кингстоне, откуда привёз награду серебряного достоинства, выигранную в полутяжёлой весовой категории.
В 1968 году стал серебряным призёром чемпионата Африки в Замбии и благодаря череде удачных выступлений удостоился права защищать честь страны на летних Олимпийских играх в Мехико — в категории до 81 кг благополучно прошёл первого соперника по турнирной сетке, но во втором бою на стадии четвертьфиналов был остановлен румыном Йоном Моней.
На Играх Британского Содружества наций в Эдинбурге одолел всех соперников в полутяжёлом весе и тем самым завоевал золотую медаль.
В 1972 году поднялся в тяжёлый вес и стал вторым на африканском первенстве в Кении. Находясь в числе лидеров боксёрской команды Нигерии, прошёл отбор на Олимпийские игры в Мюнхене — на сей раз в первом же поединке со счётом 2:3 потерпел поражение от канадца Кэрролла Моргана.
После мюнхенской Олимпиады Айинла остался в основном составе нигерийской национальной сборной и продолжил принимать участие в крупнейших международных турнирах. Так, в 1973 году он одержал победу на домашних Всеафриканских играх в Лагосе и получил бронзу на международном турнире TSC в Восточном Берлине.
В 1974 году выиграл серебряную медаль на Играх Британского Содружества наций в Крайстчёрче и взял бронзу на впервые проводившемся чемпионате мира по боксу в Гаване, где в полуфинале проиграл по очкам титулованному кубинцу Теофило Стивенсону.
Завершив спортивную карьеру, работал в Спортивном совете штата Ойо, вплоть до ноября 1998 года занимал должность директора по спорту и тренировкам.
Умер от болезни 13 октября 2016 года в возрасте 77 лет. Похоронен в своей резиденции в Ибадане.